# ژاک اسپکس
ژاک اسپکس (انگلیسی: Jacques Specx؛ (۱۵۸۸ – ۲۲ ژوئیه ۱۶۵۲) فرماندار کل هند شرقی هلند و بازرگان اهل هلند و آغازگر تجارت با ژاپن و کره در سال ۱۶۰۹ بود. 